# 2-بوتوكسي إيثانول
2-بوتوكسي إيثانول مركب عضوي له الصيغة الكيميائية BuOC2H4OH (Bu=CH3CH2CH2CH2). هذا السائل عديم اللون له رائحة حلوة تشبه الأثير ، لأنه مشتق من عائلة إثيرات الجليكول،  وهو بوتيل إيثر من إيثيلين غليكول. كمذيب غير متطاير نسبيًا وغير مكلف ، يتم استخدامه في العديد من المنتجات المنزلية والصناعية بسبب خصائصه كخافض للتوتر السطحي. وهو من المهيجات التنفسية المعروفة  ويمكن أن يكون شديد السمية ولكن الدراسات التي أجريت على الحيوانات لم تجده مسببًا للطفرات ، ولم تقترح أي دراسات أنه مادة مسرطنة للإنسان. أفادت دراسة أجريت على 13 ملوثًا للهواء في الفصل الدراسي أجريت في البرتغال بوجود ارتباط ذي دلالة إحصائية مع زيادة معدلات انسداد الأنف ، كما أفادت الدراسة أيضًا بوجود ارتباط إيجابي أقل من مستوى الأهمية الإحصائية مع ارتفاع خطر الإصابة بالربو البدني وزيادة مؤشر كتلة الجسم لدى الأطفال.

## الإنتاج
2-بوتوكسي إيثانول يتم الحصول عليه عادة من خلال عمليتين ؛ تفاعل إيثوكسيل البوتانول وأكسيد الإيثيلين في وجود محفز:
C2H4O  +  C4H9OH   →   C4H9OC2H4OH
أو تحويل البيوتانول إلى إيثر باستخدام 2-كلورو إيثانول. يمكن الحصول على 2-بوتوكسي إيثانول في المختبر عن طريق فتح حلقة من (2-بروبيل-1)، (3-ديوكسولين) مع البورون ثلاثي كلوريد. غالبًا ما يتم إنتاجه صناعيًا عن طريق الجمع بين جلايكول الإيثيلين وبوتيرالديهيد في مفاعل بار مع البلاديوم على الكربون.
في عام 2006 ، بلغ الإنتاج الأوروبي لإيثرات بوتيل جليكول 181 كيلوطن ، منها 50٪ تقريبًا (90 كيلوطن / أ) عبارة عن 2-بوتوكسي إيثانول. يقدر الإنتاج العالمي بحوالي 200 إلى 500 كيلو طن / أ ، 75٪ منها للدهانات والطلاء و 18٪ لمنظفات المعادن والمنظفات المنزلية. في الولايات المتحدة ، تعتبر مادة كيميائية ذات حجم إنتاج عالي لأنه يتم إنتاج أكثر من 100 مليون رطل من هذه المادة الكيميائية سنويًا.

## الاستخدام
2-بوتوكسي إيثانول عبارة عن إيثر جليكول له خصائص خافض للتوتر السطحي متواضعة ، ويمكن أيضًا استخدامه كمذيب متبادل. تُستخدم إيثرات الجليكول منذ الثلاثينيات من القرن الماضي ، وهي عبارة عن مذيبات تعمل على إذابة المواد القابلة للذوبان في الماء والمواد الكارهة للماء. تتكون إيثرات الجليكول من مكونين ، كحول وإثير. وفقًا لطبيعة الكحول ، يمكن تقسيم جزيئات هذه الفئة إلى مجموعتين: سلسلة E وسلسلة P والتي تتوافق مع الإيثيلين والبروبيلين على التوالي. يتم اختيار إيثرات الجليكول لأغراض محددة ، مثل القابلية للذوبان ، والقابلية للاشتعال ، والتقلب.

### الاستخدامات التجارية
2-بوتوكسي إيثانول مذيب للدهانات وطلاء الأسطح ، وكذلك منتجات التنظيف والأحبار. تشمل المنتجات التي تحتوي على 2-بوتوكسي إيثانول تركيبات راتنجات الأكريليك ، وعوامل إطلاق الإسفلت ، ورغوة مكافحة الحرائق ، وواقيات الجلد ، ومشتقات انسكاب الزيت ، وتطبيقات إزالة الشحوم ، ومحاليل شرائح ال ، ومنظفات السبورة البيضاء ، والصابون السائل ، ومستحضرات التجميل ، ومحاليل التنظيف الجاف ، وطلاء لك ، والورنيش ، ومبيدات الأعشاب ، دهانات اللاتكس والمينا ومعجون الطباعة ومزيلات الورنيش وسد السيليكون. توجد المنتجات التي تحتوي على هذا المركب بشكل شائع في مواقع البناء ، ومحلات إصلاح السيارات ، والمطابع ، والمرافق التي تنتج منتجات التعقيم والتنظيف. إنه المكون الرئيسي للعديد من حلول التنظيف المنزلية والتجارية والصناعية. نظرًا لأن الجزيء له نهايات غير قطبية ونهايات قطبية ، فإن بوتوكسي إيثانول مفيد لإزالة كل من المواد القطبية وغير القطبية ، مثل الشحوم والزيوت. كما تمت الموافقة عليه من قبل إدارة الغذاء والدواء الأمريكية لاستخدامه كمضافات غذائية مباشرة وغير مباشرة ، والتي تشمل العوامل المضادة للميكروبات ومزيلات الرغوة والمثبتات والمواد اللاصقة.

### في صناعة النفط
2-بوتوكسي إيثانول يتم إنتاجه بشكل شائع لصناعة النفط بسبب خصائصه الخافضة للتوتر السطحي.
في صناعة البترول ، 2-بوتوكسي إيثانول هو أحد مكونات سوائل التكسير ، ومثبتات الحفر ، ومشتتات بقعة الزيت لكل من التكسير الهيدروليكي القائم على الماء والزيت.[بحاجة لتوضيح] عندما يتم ضخ السائل في البئر ، يتم ضخ سوائل التكسير تحت ضغط شديد ، لذلك يتم استخدام 2-بوتوكسي إيثانول لتثبيتها عن طريق خفض التوتر السطحي. كمادة خافضة للتوتر السطحي ، يمتص 2-بوتوكسي إيثانول عند السطح البيني بين الزيت والماء للكسر. يستخدم المركب أيضًا لتسهيل إطلاق الغاز عن طريق منع التجمد. كما أنه يستخدم كمذيب اقتران الماء والزيت الخام لعمليات صيانة آبار النفط العامة. نظرًا لخصائصه الخافضة للتوتر السطحي ، فهو مكون رئيسي (30-60٪ وزن/وزن) في مشتت التسرب النفطي كوركسيت 9527 ، والذي تم استخدامه على نطاق واسع في أعقاب تسرب النفط في ديب ووتر هورايزون 2010.

## عامل الأمان
2-بوتوكسي إيثانول له سمية حادة منخفضة ، مع LD50 من 2.5 جم / كجم في الفئران. أظهرت الاختبارات المعملية التي أجراها برنامج علم السموم الوطني في الولايات المتحدة أن التعرض المستمر فقط لتركيزات عالية (100-500 جزء في المليون) من 2-بوتوكسي إيثانول يمكن أن يسبب أورام الغدة الكظرية في الحيوانات. أفاد المؤتمر الأمريكي لخبراء حفظ الصحة الصناعية الحكوميين (ACGIH) أن 2-بوتوكسي إيثانول مادة مسرطنة في القوارض.  قد لا تُترجم اختبارات القوارض هذه بشكل مباشر إلى مادة مسرطنة لدى البشر ،  حيث تتضمن الآلية الملحوظة للسرطان معدة غابة القوارض ، والتي يفتقر إليها البشر. لا تنظم إدارة السلامة والصحة المهنية (إدارة السلامة والصحة المهنية) 2-بوتوكسي إيثانول كمادة مسرطنة. 2-بوتوكسي إيثانول لم يثبت أنه يخترق الصخور الصخرية في دراسة أجرتها مانز.

### التخلص والتحلل
2-يمكن التخلص من بوتوكسي إيثانول عن طريق الحرق. وقد تبين أن التخلص يحدث بشكل أسرع في وجود جزيئات أشباه الموصلات. 2-بوتوكسي إيثانول يتحلل عادة في وجود الهواء في غضون أيام قليلة عن طريق التفاعل مع جذور الأكسجين. لم يتم تحديده على أنه ملوث بيئي رئيسي ، كما أنه غير معروف بالتراكم البيولوجي. 2-البوتوكسي إيثانول يتحلل في التربة والمياه ، مع عمر نصف من 1-4 أسابيع في البيئات المائية.

### التعرض البشري
يدخل 2-بوتوكسي إيثانول بشكل شائع إلى نظام جسم الإنسان من خلال امتصاص الجلد أو الاستنشاق أو تناول المادة الكيميائية عن طريق الفم. قيمة حد عتبة (TLV) التي حددها (ACGIH) المؤتمر الأمريكي لعلماء الصحة الصناعية الحكومية لتعرض العمال هي 20 جزء في المليون ، وهو أعلى بكثير من عتبة الكشف عن الرائحة البالغة 0.4 جزء في المليون. يمكن قياس تركيزات الدم أو البول من 2-بوتوكسي إيثانول أو المستقلب 2-حمض بوتوكسي أسيتيك باستخدام تقنيات الكروماتوغرافيا. تم وضع مؤشر التعرض البيولوجي بمقدار 200 مجم 2-بوتوكسي أسيتيك حمض لكل جرام من الكرياتينين في عينة بول نهاية نوبة العمل للموظفين الأمريكيين. 2-بوتوكسي إيثانول ومستقلباته تنخفض إلى مستويات غير قابلة للكشف في البول بعد حوالي 30 ساعة عند الرجال.

### دراسات على الحيوانات
لوحظت آثار ضارة في الثدييات غير البشرية التي تعرضت لمستويات عالية من 2-بوتوكسي إيثانول. شوهدت التأثيرات التنموية في دراسة عرّضت 344 جرذًا حاملًا فيشر ، وهو نوع من الفئران المختبرية ، والأرانب البيضاء النيوزيلندية لجرعات متفاوتة من 2-بوتوكسي إيثانول. عند التعرض 100 جزء في المليون (483 مجم / م 3) و 200 جزء في المليون (966 مجم / م 3) ، لوحظت زيادات ذات دلالة إحصائية في عدد الفضلات المصابة بعيوب هيكلية. بالإضافة إلى ذلك ، ارتبط 2-بوتوكسي إيثانول بانخفاض معنوي في وزن جسم الأم ووزن الرحم وعدد الغرسات الكلية. 2-بوتوكسي إيثانول يتم استقلابه في الثدييات عن طريق إنزيم نازعة هيدروجين الكحول.
كما لوحظت تأثيرات عصبية على الحيوانات المعرضة لـ 2-بوتوكسي إيثانول. تعرضت 344 جرذًا من الفئران التي تعرضت لـ 2-بوتوكسي إيثانول بتركيزات 523 جزء في المليون و 867 جزء في المليون إلى انخفاض في التنسيق. أظهرت الأرانب الذكور فقدان التنسيق والتوازن بعد التعرض لـ 400 جزء في المليون من 2-بوتوكسي إيثانول لمدة يومين.
عند التعرض لـ 2-بوتوكسي إيثانول في مياه الشرب ، أظهر كل من الفئران F344 / N والفئران B63F1 آثارًا سلبية. تراوح مدى التعرض لكلا النوعين من 70 مجم / كجم من وزن الجسم يوميا إلى 1300 مجم / كجم من وزن الجسم يوميا. لوحظ انخفاض في وزن الجسم واستهلاك المياه لكلا النوعين. خفضت الفئران تعداد خلايا الدم الحمراء وأوزان الغدة الصعترية ، وكذلك آفات في الكبد والطحال ونخاع العظام.

### اللوائح الكندية
أوصت وزارة البيئة والصحة الكندية بإضافة 2-بوتوكسي إيثانول إلى الجدول 1 من قانون حماية البيئة الكندي ، 1999 (CEPA). بموجب هذه اللوائح ، يجب تخفيف المنتجات التي تحتوي على 2-بوتوكسي إيثانول إلى أقل من تركيز معين. فقط تلك التي يقوم فيها المستخدم بأداء التخفيف المطلوب مطلوبة لتضمينها في معلومات الملصقات.

### اللوائح في الولايات المتحدة
2-بوتوكسي إيثانول مُدرج في ولاية كاليفورنيا باعتباره مادة خطرة ، وتضع الولاية حدًا للتعرض للتركيز المحمول في الهواء لمدة 8 ساعات عند 25 جزء في المليون ، وفي كاليفورنيا يُطلب من أرباب العمل إبلاغ الموظفين عند عملهم معها.
تمت الموافقة عليه من قبل إدارة الغذاء والدواء باعتباره «مضافًا غذائيًا غير مباشر ومباشر للاستخدام كعامل مضاد للميكروبات ومزيل للرغوة ومثبت ومكون من المواد اللاصقة» ، وأيضًا «يمكن استخدامه لغسل أو المساعدة في تقشير الفواكه والخضروات»و«يمكن استخدامها بأمان كمكونات للسلع المعدة للاستخدام في تغليف ونقل وتخزين الطعام». بعد حذفه من قائمة الأمم المتحدة للمواد التي تتطلب وسمًا خاصًا للسمية في عام 1994 ، والتماس لاحق من قبل مجلس الكيمياء الأمريكي ، تمت إزالة 2-بوتوكسي إيثانول من قائمة وكالة حماية البيئة الأمريكية لملوثات الهواء الخطرة في عام 2004. يتم الدفاع عن سلامة المنتجات التي تحتوي على 2-بوتوكسي إيثانول كما هو مستخدم عادة من قبل مجموعات التجارة الصناعية المجلس الأمريكي للكيمياء وجمعية الصابون والمنظفات.